# خورموسان
خورموسان صناعة أثرية من العصر الحجري القديم في مصر والسودان مؤرخة من 42000 إلى 18000 سنة مضت.
بدأت صناعة خورموسان في مصر بين 42000 و 32000 سنة مضت. طور الخورموسايون أدوات ليس فقط من الحجر ولكن أيضًا من عظام الحيوانات والهيماتيت. كما طوروا رؤوس سهام صغيرة تشبه رؤوس الهنود الحمر، ولكن لم يتم العثور على أقواس. جاءت نهاية صناعة خورموسان حوالي 18000 سنة مضت. مع ظهور الثقافات الأخرى في المنطقة، بما في ذلك الجميان. وقد خلفته ثقافة هالفان.
كان حاملو هذه الثقافة يعملون في الصيد والجمع وصيد الأسماك، كما يتضح من العدد الكبير من بقايا الأسماك والماشية البرية والغزلان والقوارض والطيور.
لقد نجت الأدوات المتطورة المصنوعة من الحجر: الكاشطات، والمخرز، ورؤوس الأسهم المصنوعة من الحجر الحديدي، والحجر الرملي، والكوارتز، والريوليت، والعقيق الأبيض، والعقيق، والخشب المتحجر.